# Archon Genomics X Prize
Der Archon Genomics X Prize war ein mit 10 Mio. Dollar dotierter wissenschaftlicher Wettbewerb der amerikanischen X-Prize Foundation mit der Aufgabe, das Erbgut von hundert über Hundertjährigen besonders rüstigen und gesunden Menschen zu entschlüsseln. Neben einer wesentlichen Senkung der DNA-Sequenzierungskosten bei erheblicher Steigerung der Geschwindigkeit der Analyse und sehr hoher Genauigkeit und Vollständigkeit sollte der Wettbewerb auch Erkenntnisse über genetische Merkmale besonders gesunder und langlebiger Menschen erbringen. Das Motto des Preises 100 Over 100 (dt. 100 über 100) bezeichnete die zur Sequenzierung ausgewählte Gruppe von 100 über 100-jährigen Menschen und den Inhalt der späteren Datenbank mit deren vollständig entschlüsselten Genomen.
Der Archon Genomics X Prize wurde am 22. August 2013 abgebrochen mit der Begründung, dass die Aufgabe durch die technische Innovation überholt worden sei.
In Deutschland wirkten Gerontologen der Universität Heidelberg sowie Wissenschaftler des Deutschen Krebsforschungszentrums und des Universitätsklinikums Heidelberg mit.

## Aufgabenstellung

### Technische Aufgabe
In seiner endgültigen Form und höchsten Kategorie (Grand Prize) wird in dem Wettbewerb ein Gesamtpreis von 10 Mio. Dollar für Wettbewerber ausgesetzt,
- die das vollständige Genom von hundert Menschen, also deren komplette DNA mit ihrer Erbinformation
- in 10 Tagen oder weniger,
- jeweils komplett (mindestens 98 %) sequenzieren können,
- wobei die Fehlerrate bei unter 1 Fehler je 10.000 Basen liegen muss.
- Die Kosten pro Einzelsequenzierung dürfen höchstens 10.000 Dollar betragen.

Insoweit ist der Wettbewerb ein Gentechnikwettbewerb mit sehr hohen Anforderungen an Geschwindigkeit, Genauigkeit und Kosteneffizienz.

### Untersuchungsgegenstand und Zielsetzung
Alle Teams, die am Wettbewerb teilnehmen werden, werden Proben von den gleichen 100 Menschen erhalten.
Diese 100 Menschen werden über 100-jährige Personen sein, die noch sehr rüstig und bei sehr guter Gesundheit sein müssen. Ausgewählt werden die 100 Personen von Thomas Perls, einem Altersforscher der Universität Boston.
Nominieren für diese Auswahl dürfen Altersforscher aus den USA, Australien, Italien, Indien, Japan, Spanien und Deutschland:
- über 100-jährige Menschen,
- die bereit sind, Proben ihres Genoms zur Analyse der DNA-Sequenz und zur Veröffentlichung der Ergebnisse freiwillig zur Verfügung zu stellen
- und die zusätzlich bereit sind, Fragen zu ihren Lebensumständen und ihren Lebenseinstellungen zu beantworten.

Die Auswahl der 100 Personen aus einem größeren Pool soll unter anderem verhindern, dass sich ein Wettbewerber die DNA vorab besorgen kann.
Insoweit lieferte der Preis den Anreiz zur Schaffung einer Datenbank mit 100 erwiesenermaßen besonders gut funktionierenden Gensätzen und soll Forschern ermöglichen, mehr über die genetischen Grundlagen von Gesundheit und Langlebigkeit zu erfahren.
Die Daten von 100 über 100 sollten von 2014 an durch die National Institutes of Health und das National Institute for General Medical Sciences (USA) Wissenschaftlern aus aller Welt zur Verfügung gestellt.

## Preise
Der Grand Prize sollte nach folgenden Kriterien vergeben werden:
- Erreicht nur ein Team die Erfüllung aller Anforderungen des Wettbewerbs, erhält es die 10 Mio. Dollar allein.
- Erreichen zwei Teams alle Anforderungen, so erhält das zeitlich erste 7,5 Mio. Dollar, das zweite 2,5 Mio. Dollar.
- Erreichen drei Teams alle Ziele, so erhält das erste 7 Mio., das zweite 2 Mio. und das dritte 1 Mio. Dollar vom Preisgeld.[7]

Schafft kein Team die Erfüllung der kompletten Aufgabe, können Kategorienpreise verdient werden. Um einen Kategorienpreis erlangen zu können, muss ein Team die vorgegebenen 100 Genome in 30 Tagen oder weniger sequenzieren und eine Einzelsequenzierung darf höchstens 10.000 Dollar kosten.
- Vollständigkeit: Das erste Team, das die 100 Genome mit einer Fehlerrate von maximal 1 Fehler auf 1.000.000 Basen sequenziert und mindestens 95 Prozent des Genmaterials schafft, erhält 5 Mio. Dollar.
- Genauigkeit: Das erste Team, das die 100 Genome zu 98 Prozent sequenziert mit einer Fehlerrate von maximal 1 Fehler auf 100.000 Basen, erhält 3 Mio. Dollar.
- Haplotyp Phasing: Gelingt einem Team das komplette Haplotyp Phasing aller Chromosomen, erhält es 1 Mio. Dollar.

## Termine
Die Nominierungsmöglichkeit für die 100 auszuwählenden Menschen endete am 31. Dezember 2012.
Der Anmeldeschluss für Wettbewerbsteilnehmer war der 31. Mai 2012. Die Teilnahme kostet 25.000 Dollar. Die Sequenzierung sollte vom 5. September 2013 bis 4. Oktober 2013 stattfinden.
Am 22. August 2013 gab das Institut bekannt, dass der Wettbewerb wegen der rasanten technologischen Entwicklung, welche das Ziel des X-Price überholt, vorzeitig abgebrochen wird.

## Spender und Unterstützer
Gespendet wurde das Preisgeld von Stewart Blusson, Mitentdecker und Miteigentümer der Ekati-Diamantenmine und Vorsitzender vom archon Minerals, und seiner Frau Marilyn.
Unterstützt wurde der Wettbewerb vom
- J. Craig Venter Institute,
- Albert Einstein College of Medicine,
- Gerontological Society of America,
- Genetic Alliance,
- Coriell Institute for Medical Research,
- Boston University School of Medicine,
- Boston Medical Center’s New England Centenarian Study,
- U.S. Food and Drug Administration,
- National Institute of Aging,
- National Human Genome Research Institute,
- Human Genome Organization,
- Personalized Medicine Coalition und der Zeitschrift
- Nature Genetics.